# 洪旭古厝
洪旭古厝，又名後豐港洪氏家廟，是中華民國金門縣金城鎮金水里的一座古建築，是明朝兵部尚書洪旭的故居，為金門縣縣定古蹟。

## 歷史
洪旭是明朝末年的金門籍將領，官至特進光祿大夫左柱國少傅兼太子太師、兵部尚書，封忠振侯。永曆八年（1655年）率軍駐防金門，在後豐港建宅，為三落大厝，中居家廟。後為戰火和颱風損壞，民國三十八年（1949年）國軍進駐金門後曾駐扎於此地三年，民國八十一年（1992年）對其進行大規模修繕，2017年金門縣政府公告其為縣定古蹟。